# Versäubern
Unter Versäubern versteht man in der Textiltechnik das Sichern des Gewebes gegen Ausfransen – man spricht in der Schneiderei auch von „Endeln“. Schlägt man dabei das Gewebe um – man bildet einen Saum – spricht man auch von Versäumen.
Nahtkanten nach dem Zuschneiden können folgendermaßen versäubert werden:
- Überwendlingsstich: Umnähen der Nahtkanten mit gleichmäßigen, schräg zum Fadenlauf liegenden Stichen
- Absteppen: Nahtkanten nach innen umgeschlagen und mit Steppstich fixieren
- Saumstich: Umschlagen und mit einem Stich fixieren, der nicht auf die rechte Seite durchschlägt
- Versäubern mit Zickzackstich knapp an den Schnitträndern
- Versäumen mit Zickzackstich: Umschlagen, und über die Schnittkante fixieren
- Versäubern mit der Zickzackschere nach dem Zusammenheften
- Overlockstich: Die Overlockmaschine schneidet und versäubert in einem Arbeitsgang
- Übernaht: Bei Verbindung einer gerafften und einer flachen Stoffkante

Bei manchen dieser Stiche gibt die Versäuberungsnaht der eigentlichen Naht (Heftnaht) zusätzlichen Halt.